# Sapium pallidum
Sapium pallidum är en törelväxtart som först beskrevs av Johannes Müller Argoviensis, och fick sitt nu gällande namn av Huber. Sapium pallidum ingår i släktet Sapium och familjen törelväxter. Inga underarter finns listade i Catalogue of Life.